# Serranochromis macrocephalus
Serranochromis macrocephalus és una espècie de peix de la família dels cíclids i de l'ordre dels perciformes.

## Morfologia
Els mascles poden assolir els 35 cm de longitud total.

## Distribució geogràfica
Es troba a Àfrica: Angola, Botswana, Namíbia, Zàmbia, Zimbàbue i República Democràtica del Congo.